# Quiroga (Lugo)
Quiroga ist eine spanische Gemeinde (Concello) mit 3.057 Einwohnern (Stand: 2024) in der Provinz Lugo der Autonomen Gemeinschaft Galicien.

## Geografie
Quiroga liegt am südöstlichen Rand der Provinz Lugo an den Grenzen zur Nachbarprovinz Ourense und zur Provinz León der Autonomen Gemeinschaft Kastilien und León. Die Gemeinde liegt ca. 55 Kilometer ostsüdöstlich der Provinzhauptstadt Lugo.
Umgeben wird Quiroga von den neun Nachbargemeinden:
| A Pobra do Brollón | Folgoso do Courel                               | Oencia (León)                      |
|                    | Kompassrose, die auf Nachbargemeinden zeigt     | Vilamartín de Valdeorras (Ourense) |
| Ribas de Sil       | Manzaneda (Ourense) A Pobra de Trives (Ourense) | A Rúa (Ourense) Larouco (Ourense)  |

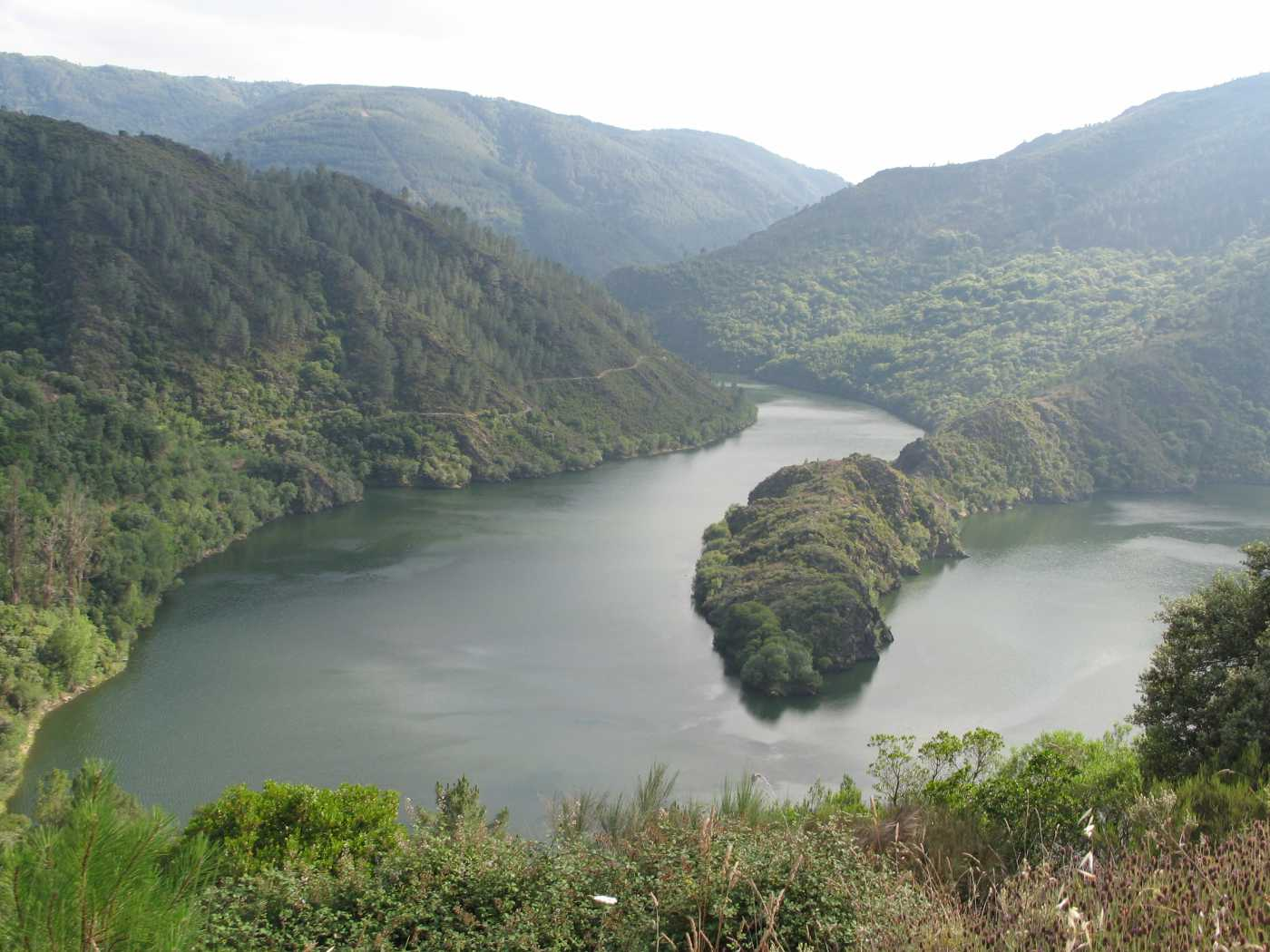
Blick auf den Río Sil

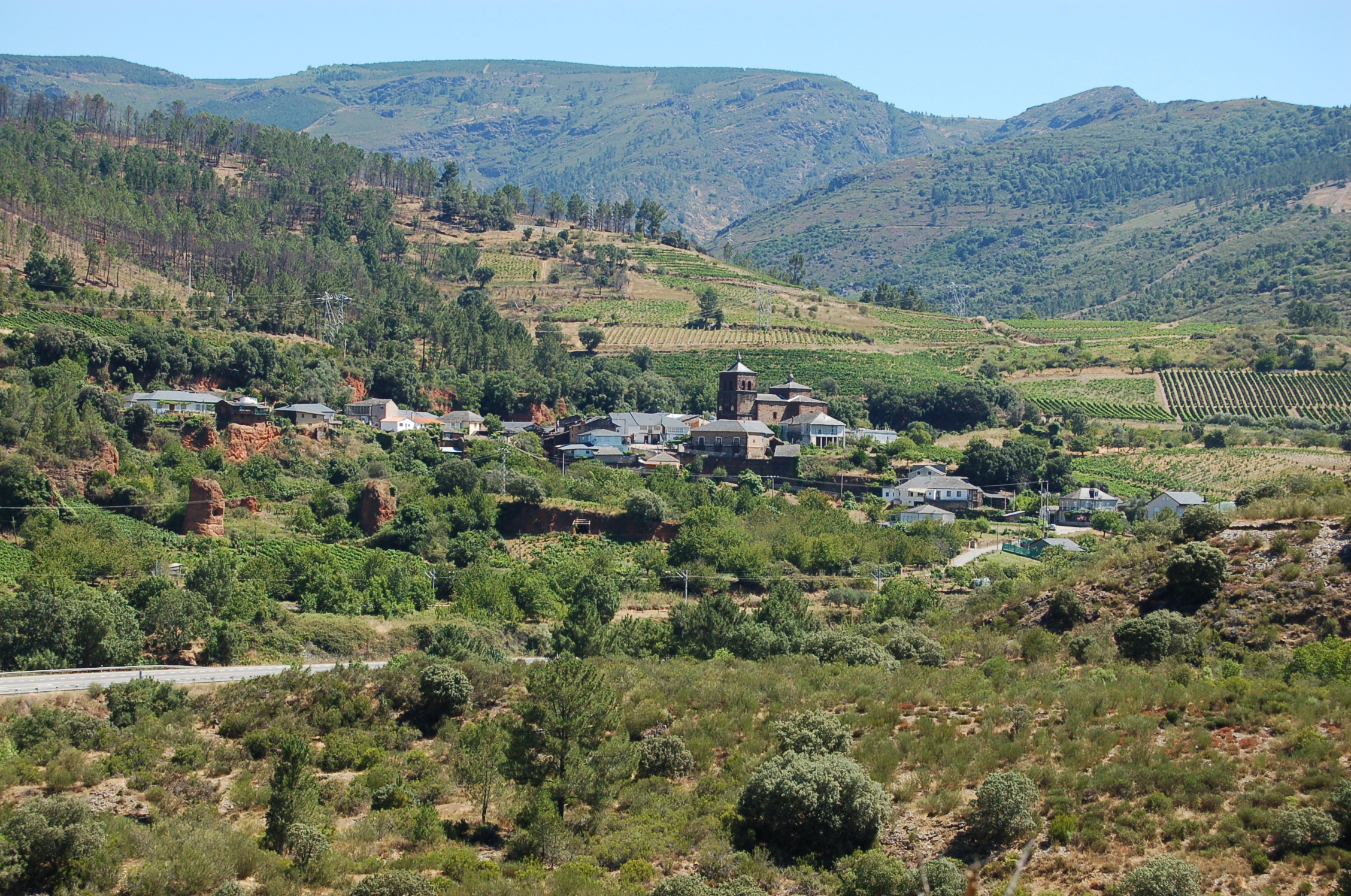
Blick auf Montefurado

Die Struktur der Gemeindeoberfläche wird durch die gebirgigen Ausläufer der Serra do Caurel und durch das Flussnetz definiert, das aus dem Fluss Sil als Hauptsammler und den Flüssen Quiroga, Soldón, Selmo und Bibei besteht, die ein wichtiges sekundäres Nebenflussnetz bilden. Die Hauptflussader der Stadt Quiroga ist der Fluss Sil, der das südliche Gemeindegebiet bewässert und die administrative Grenze mit Ribas De Sil und A Pobra de Trives bildet. Es gibt andere kleinere Läufe, die direkt aus den verschiedenen Bergen in das Sil-Becken fließen: der Río Peizaiss (Bendilló), der Río Castelo (As Medas) und der Río Pontido (Nocedo).
Die Bewegungen des Tertiärs bestimmten eine Reihe von Verwerfungen und Brüchen, zusammen mit Blöcken, die sich besonders in Form von tiefen Schluchten unterschieden, aus denen kleine Täler hervorgehen, unter denen die der Flüsse Quiroga und Soldón sich durch ihre Länge auszeichnen und weil sie sich vollständig auf dem Gebiet der Gemeinde Quiroga entwickeln.
Die Serra do Caurel ist der Hauptkern der Reliefstruktur innerhalb des Gemeindegebiets. Sie entfaltet sich am nordöstlichen Ende mit einer perfekt definierten Nordost-Südwest-Richtung. In diesem System befinden sich die höchsten Erhebungen von Quiroga:
- Formigueiros (1639 m)
- Pia Paxaro (1610 m)
- Alto de Murelos (1534 m)
- Alto dos Castros (1516 m)
- Alto da Cabeza do Home (1514 m)
- Alto do Boi (1019 m)

Die Serra dos Cabalos östlich der Gemeinde beherbergt an ihrem Nordhang die Devesas do Cervo und Mazales.
Der Montouto (1541 m) ist die maximale Höhe dieser Bergkette. Auch erwähnenswerte Gipfel sind:
- Rinan (1451 m)
- Fonte de Cais (1418 m)
- Lastredo de Mazales (1349 m)
- Alto dos Tornos (1324 m).

Die Serra do Cabreiro, auch im östlichen Gemeindegebiet, unterscheidet sich strukturell fast nicht von der Serra dos Cabalos, aber diese Reihe wichtiger Gipfel besitzt diese besondere Bezeichnung.
Die bedeutendsten Höhen sind:
- Pico da Serrada (1494 m)
- Pico da Cova Ladrón (1367 m)
- Alto do Cabreiro (13651 m).

Am nördlichen Ende, oberhalb von Vilarmel und Cereixido, bilden die Gipfel Alto da Poza (1223 m), Alto do Val do Castelo (1221 m), Cruz das Chas (1243 m), Alto do Pedriño (1047 m), Penedo Branco (1128 m) und Alto da Fraga do Cervo (1241 m) eine ziemlich zerklüftete Gipfellinie.
In Richtung Süden, über Faiis und Bendollo, gibt es eine Oberfläche mit glatten Formen, die gegenüber dem Nordkamm praktisch nicht an Höhe verliert.
Diese Rumpffläche hat eine durchschnittliche Höhe von 1100 m und die höchsten Punkte sind: A Artesiña (1165 m), Alto do Val da Vaca (1115 m) und Alto das Corgas (1106 m).
Am südlichen Ende des Gemeindegebiets befindet sich mit der Serra da Enciñeira eine Bergstruktur, die das eingebettete Tal des Flusses Bibei nach Osten abschließt. Die Höhen sind weniger bedeutend als in den nördlichen Bergen, aber sie markieren einen scharfen Kontrast zum Sil-Tal.
Die Höhen nehmen von Norden nach Süden sanft ab, bis sie das Tal des Flusses Sil erreichen. Alto do Boi (1019 m) markiert einen unklaren Bruch mit Serra do Caurel und im Süden befinden sich Cruz das Lastras (1096 m), Alto do Convento (1128 m), Valdeguana (873 m) und Pan Podre (731 m) als höchste Punkte dieser Berge, die den nordwestlichen Teil von Quiroga einnehmen.

## Klima
|                        | Jan | Feb | Mär | Apr  | Mai  | Jun  | Jul  | Aug  | Sep  | Okt  | Nov  | Dez |   |      |
| Mittl. Temperatur (°C) | 4,9 | 5,4 | 8   | 10,1 | 13,3 | 17,2 | 19,1 | 19,3 | 17,3 | 13,1 | 7,8  | 5,6 | ⌀ | 11,8 |
| Mittl. Tagesmax. (°C)  | 8,9 | 10  | 13  | 15,1 | 18,3 | 22,5 | 24,6 | 25,2 | 23   | 17,9 | 11,7 | 9,6 | ⌀ | 16,7 |
| Mittl. Tagesmin. (°C)  | 1,5 | 1,2 | 3,1 | 5    | 7,9  | 11,7 | 13,6 | 13,7 | 11,7 | 8,6  | 4,3  | 2,1 | ⌀ | 7,1  |
|                        |     |     |     |      |      |      |      |      |      |      |      |     |   |      |
| Niederschlag (mm)      | 130 | 99  | 103 | 108  | 95   | 61   | 37   | 40   | 67   | 127  | 142  | 134 | Σ | 1143 |
|                        |     |     |     |      |      |      |      |      |      |      |      |     |   |      |
| Sonnenstunden (h/d)    | 3,8 | 4,8 | 5,9 | 6,7  | 8,0  | 9,2  | 9,5  | 9,4  | 8,4  | 6,2  | 4,1  | 3,9 | ⌀ | 6,7  |
|                        |     |     |     |      |      |      |      |      |      |      |      |     |   |      |
| Regentage (d)          | 10  | 8   | 9   | 11   | 10   | 7    | 5    | 5    | 7    | 10   | 11   | 10  | Σ | 103  |
|                        |     |     |     |      |      |      |      |      |      |      |      |     |   |      |
| Luftfeuchtigkeit (%)   | 86  | 82  | 77  | 77   | 75   | 71   | 68   | 66   | 68   | 78   | 85   | 85  | ⌀ | 76,5 |

| 1,5 |

| 1,2 |

| 3,1 |

| 5 |

| 7,9 |

| 11,7 |

| 13,6 |

| 13,7 |

| 11,7 |

| 8,6 |

| 4,3 |

| 2,1 |

| 1,5 |

| 1,2 |

| 3,1 |

| 5 |

| 7,9 |

| 11,7 |

| 13,6 |

| 13,7 |

| 11,7 |

| 8,6 |

| 4,3 |

| 2,1 |

Das Klima zeichnet sich durch warme Sommer und relativ milde Winter aus. Fast die Hälfte der Niederschläge fällt in den Monaten Oktober bis Januar. Der November ist der feuchteste Monat des Winters und fast viermal so niederschlagsreich wie der Juli, der trockenste Monat des Sommers. Niederschlagsmengen und Anzahl der Regentage pro Monat nehmen in den Sommermonaten Juni bis September deutlich ab. Das Klima ist als Mittelmeerklima (Csb-Klima) klassifiziert. 
Die Gebirgsformationen im Norden und Westen verhindern das Eindringen der Atlantikstürme, aber nicht den Einfluss des Mittelmeers durch das Sil-Tal einzudringen und bilden ein charakteristisches Mikroklima. Der Kontrast zwischen Berg und Tal zeigt sich auch auf klimatischer Ebene. Warme Sommer und feuchte Winter und Schneegebiete ab 700 m im nördlichen Teil der Gemeinde bewirken eine vielfältige Vegetation im Tal mit Kastanienbäumen, Weinreben, Olivenbäumen, Pinien, Steineichen, Korkeichen und Obstbäumen. In den Berggebieten finden wir eine große botanische Vielfalt, da diese geografische Enklave an der Grenze zwischen zwei floristischen Welten liegt, der eurosibirischen und der mediterranen, die eine atlantische Vegetation bildet, die das Mittelmeer dominiert und feuchte Laubwälder hervorbringt.

## Bevölkerungsentwicklung der Gemeinde
Quelle: INE-Archiv – grafische Aufarbeitung für Wikipedia
| Männer | Alterstufe | Frauen |
| ------ | ---------- | ------ |
| 1      | 100+       | 7      |
| 9      | 95–99      | 31     |
| 37     | 90–94      | 76     |
| 81     | 85–89      | 102    |
| 73     | 80–84      | 136    |
| 109    | 75–79      | 132    |
| 111    | 70–74      | 106    |
| 124    | 65–69      | 130    |
| 118    | 60–64      | 122    |
| 102    | 55–59      | 107    |
| 108    | 50–54      | 103    |
| 102    | 45–49      | 104    |
| 105    | 40–44      | 100    |
| 77     | 35–39      | 69     |
| 69     | 30–34      | 61     |
| 50     | 25–29      | 61     |
| 41     | 20–24      | 45     |
| 44     | 15–19      | 36     |
| 44     | 10–14      | 51     |
| 40     | 5–9        | 38     |
| 36     | 0–4        | 53     |

Nach einem Anwachsen der Gemeindegröße auf fast 9000 Einwohner um 1900 sank die Zahl der Bevölkerung stetig bis unter 3500. Ein besonders markanter Rückgang ist zwischen 1960 und 1970 zu verzeichnen, als die Gemeinde in dieser Dekade über 45 % ihrer Bevölkerung verlor.
Am 1. Januar 2021 waren 49 % der Bevölkerung (52 % der Männer, 46 % der Frauen) im erwerbsfähigen Alter (20–64), während dieser Wert für ganz Spanien ca. 61 % betrug.
Die erhebliche Überalterung der Bevölkerung der Gemeinde zeigt folgende Tabelle, bei der das Verhältnis von Gruppen von älteren Personen mit Gruppen von Personen der jüngeren Generation verglichen wird:
| Alter | Anzahl Personen | Alter | Anzahl Personen | Provinz | Galicien | Spanien |
| ----- | --------------- | ----- | --------------- | ------- | -------- | ------- |
| 60–64 | 100             | 20–24 | 36              | 49      | 58       | 79      |
| 55–59 | 100             | 15–19 | 38              | 45      | 57       | 71      |
| 50–54 | 100             | 10–14 | 45              | 47      | 56       | 68      |

## Gemeindegliederung
Die Gemeinde Quiroga ist in 22 Parroquias gegliedert:
| Parroquias         | Patrozinium          | Einwohner 2024 | Fläche km² | Dichte Einw./km² | Höhe msnm | Ortskennzahl |
| ------------------ | -------------------- | -------------- | ---------- | ---------------- | --------- | ------------ |
| Augas Mestas       | Santiago             | 16             | 5,63       | 3                | 231       | 27050010000  |
| Bendilló           | Santa María          | 28             | 11,70      | 2                | 451       | 27050020000  |
| Bendollo           | Santa Baia           | 72             | 8,65       | 8                | 503       | 27050030000  |
| Bustelo de Fisteus | Santa Bárbara        | 15             | 12,01      | 1                | 469       | 27050040000  |
| Cereixido          | Santa María          | 12             | 16,76      | 1                | 824       | 27050050000  |
| A Enciñeira        | Santa Isabel         | 28             | 13,41      | 2                | 658       | 27050060000  |
| A Ermida           | Santa María          | 115            | 5,64       | 20               | 345       | 27050080000  |
| Fisteus            | San Mamede           | 35             | 6,63       | 5                | 487       | 27050070000  |
| O Hospital         | San Salvador         | 470            | 26,56      | 18               | 308       | 27050090000  |
| Montefurado        | San Miguel           | 97             | 17,93      | 5                | 313       | 27050100000  |
| Nocedo             | San Lourenzo         | 75             | 14,59      | 5                | 241       | 27050110000  |
| Outeiro            | Santa María          | 17             | 24,27      | 1                | 639       | 27050120000  |
| Pacios da Serra    | San Salvador         | 13             | 23,74      | 1                | 866       | 27050130000  |
| Paradaseca         | San Marcos           | 31             | 7,36       | 4                | 523       | 27050140000  |
| Quintá de Lor      | Santa María          | 101            | 16,82      | 6                | 445       | 27050150000  |
| Quiroga            | San Martiño          | 1.745          | 6,23       | 280              | 271       | 27050160000  |
| A Seara            | Santa María Madanela | 35             | 37,69      | 1                | 1001      | 27050170000  |
| Sequeiros          | Santa Mariña         | 42             | 4,09       | 10               | 281       | 27050180000  |
| Vilanuíde          | Santo Antonio        | 18             | 4,46       | 4                | 320       | 27050190000  |
| Vilar de Lor       | San Xosé             | 99             | 19,83      | 5                | 752       | 27050200000  |
| Vilarmel           | San Lourenzo         | 20             | 28,02      | 1                | 648       | 27050210000  |
| Vilaster           | Santa María          | 15             | 5,70       | 3                | 522       | 27050220000  |

Der Hauptort Quiroga liegt in der gleichnamigen Parroquia Quiroga.

## Jakobsweg
Durch Quiroga führt der Jakobsweg mit der Variante „Camino de Invierno“ von A Rúa kommend und nach A Pobra do Brollón fortsetzend.

## UNESCO Geopark Courel Mountains
In der nordwestlichen Region Spaniens beherbergt der UNESCO Global Geopark Courel Mountains eine Vielzahl galicischer Gemeinschaften, die in den Überresten kleiner mittelalterlicher Dörfer und Klöster leben. Die tiefen Täler und Schluchten des Territoriums wurden durch Erosion geformt. Der bemerkenswerte Aspekt seiner Berge wird durch den Bergbau beeinflusst, was die Beziehung zwischen Menschen und den Bodenschätzen der paläozoischen Gesteine der Region widerspiegelt, die das Innere der Halbinsel von der atlantischen Fassade trennen. Es wird angenommen, dass das Römische Reich zwischen dem ersten und zweiten Jahrhundert n. Chr. Dutzende von Goldminen in dieser Region betrieben und paläozoisches Primärgold abgebaut hat, das mit dem Erosionsprodukt goldhaltiger Quarzgänge und der Konzentration ihrer Ablagerungen verbunden ist. Reste prähistorischer Fauna und Flora sowie neolithische Malereien sind ebenfalls gut erhalten in den tiefen Höhlen der Berge zu finden.

## Natura-2000-Schutzgebiet
Ein großer Teil des Gemeindegebiets ist seit Dezember 1997 als Schutzgebiet des Natura-2000-Netzes mit einer Größe von insgesamt 1.026 km² ausgewiesen.

## Wirtschaft
| Ackerbau, Viehzucht und Fischerei                                                  | 079 | 08,99  |
| Industrie                                                                          | 131 | 014,90 |
| Bauwirtschaft                                                                      | 070 | 07,96  |
| Dienstleistungsbetriebe                                                            | 599 | 068,15 |
| Total                                                                              | 879 | 100,00 |
| * Daten aus dem Statistischen Amt für Wirtschaftliche Entwicklung in Galicien, IGE |     |        |

Ein Teil des Gemeindegebiets liegt im Weinbaugebiet des Ribeira Sacra. Produkte verfügen über den Status einer Denominación de Origen (D.O.).

## Verkehr

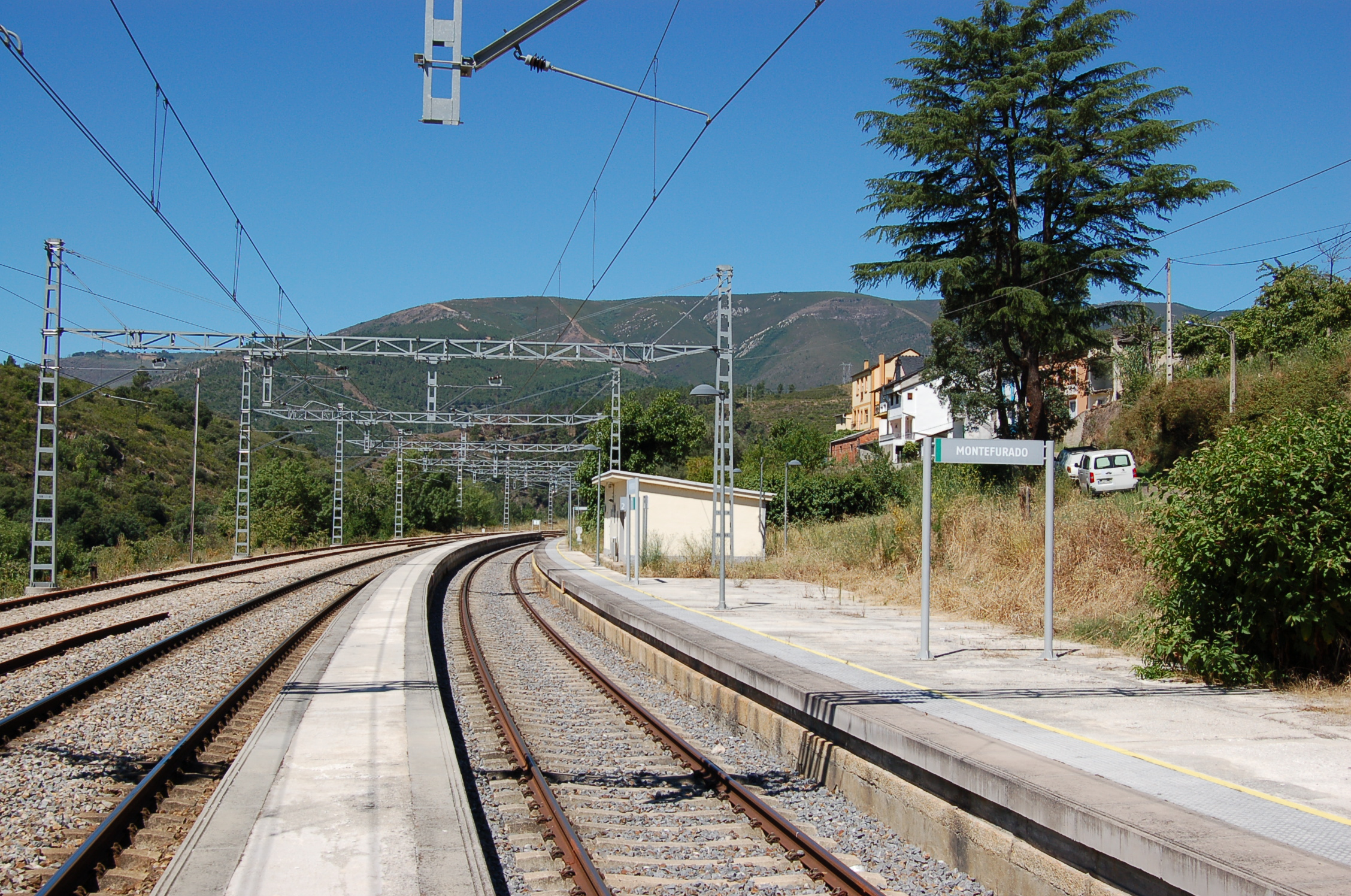
Haltepunkt Montefurado

Die Hauptzufahrtsstraße zur Gemeinde ist die Nationalstraße N-120, die die Gemeinde im Westen mit Monforte de Lemos und Ourense und im Osten mit Ponferrada, dort mit Anschluss an die Autovía A-6 von Madrid nach Arteixo, verbindet. Im Norden verbindet die Provinzstraße LU-651 Quiroga mit Folgoso de Caurel.
Die Gemeinde liegt an der Bahnstrecke von Madrid nach A Coruña mit einem Haltepunkt in der Parroquia Montefurado im Süden des Gemeindegebiets.